# Іркино
І́ркино (рос. Иркино, марій. Иркино) — присілок у складі Звениговського району Марій Ел, Росія. Входить до складу Красноярського сільського поселення.

## Населення
Населення — 320 осіб (2010; 289 у 2002).
Національний склад (станом на 2002 рік):
- марі — 98 %